# NGC 2329
NGC 2329 is een elliptisch sterrenstelsel in het sterrenbeeld Lynx. Het hemelobject werd op 9 februari 1788 ontdekt door de Duits-Britse astronoom William Herschel.

## Synoniemen
- UGC 3695
- MCG 8-13-73
- ZWG 234.70
- PGC 20254